# مغامرات تاديو جونز (فلم)
مغامرات تاديو جونز (بالإسبانية: Las aventuras de Tadeo Jones) تاد، المستكشف الضائع (بالإنجليزية: Tad, the Lost Explorer) فيلم رسوم متحركة إسباني ثلاثية الأبعاد من نوع كوميدي ومغامرة، الفيلم من إخراج (إنريكي جاتو) وبطولة (فيونا جلاسكوت، آدم جيمس، لويس ماكليود، كيري شيل).

تدور أحداث الفيلم حول عامل بناء يحلم بأن يصبح عالم آثار، ويتحول هذا الحلم إلى حقيقة واقعة ويتم ارساله في مهمة محفوفة بالمخاطر وذلك لإنقاذ «المدينة الضائعة» بدون تزويده بالأسلحة أو المعدات المطلوبة.

## روابط خارجية
- مقالات تستعمل روابط فنية بلا صلة مع ويكي بيانات